# آنیکشیای
آنیکشیای (به به ییدیش: אַניקשט) در لیتوانی با جمعیت ۱۱٬۹۵۸ نفر است که در شهرستان اوتنا واقع شده‌است.